# Goud- en deviezenvoorraad
De goud- en deviezenvoorraad of valutareserve zijn de gecumuleerde overschotten op de betalingsbalans van een land. 

## Betalingsbalansoverschot
Bij een betalingsbalansoverschot is er een vraagoverschot naar de eigen munt, bijvoorbeeld de euro. Dat kan ontstaan doordat er meer is geëxporteerd dan geïmporteerd, er meer door buitenlanders in het eigen land is geïnvesteerd dan andersom of er om andere redenen meer geld uit het buitenland is ontvangen dan aan het buitenland is uitgegeven. Er ontstaat dan een opwaartse druk op de wisselkoers van de eigen munt (euro). 

### Beleid bij vaste wisselkoersen
Als er vaste wisselkoersen zijn, zal in zo'n geval de centrale bank van dit land moeten ingrijpen, die moet dan immers voor evenwicht zorgen. Een centrale bank kan dan buitenlandse valuta aankopen, waardoor de koers van buitenlandse valuta stijgt ten opzichte van de eigen munt. Of de centrale bank kan de rente laten dalen, waardoor het aanhouden van deposito's of spaarrekeningen in het eigen land onaantrekkelijker wordt voor buitenlandse spaarders en zij zullen uitwijken naar landen met een hogere rentestand. De uitkomst van beide maatregelen zal zijn, dat het vraagoverschot verdwijnt en er evenwicht op de valutamarkt ontstaat. De vreemde valuta die opgekocht zijn door de centrale bank, vergroten de goud- en deviezenvoorraad. Tegenwoordig is de term valutareserve meer in zwang. 
Bij aanhoudende betalingsbalansoverschotten kan besloten worden de eigen munt te revalueren, en pas weer in te grijpen als de wisselkoers de hogere waarde bereikt. Hierdoor houdt de munt blijvend een hogere wisselkoers. 

## Betalingsbalanstekort
Bij een betalingsbalanstekort is er een vraagtekort naar de eigen munt. Zowel de oorzaken als de maatregelen zijn in dat geval tegengesteld aan die van een betalingsbalansoverschot: 
- oorzaken: er is meer geïmporteerd dan geëxporteerd of er is vanwege andere redenen meer geld aan het buitenland overgemaakt;
- maatregelen: buitenlandse valuta verkopen, de rente laten stijgen of uiteindelijk de munt te devalueren.